# پاتون

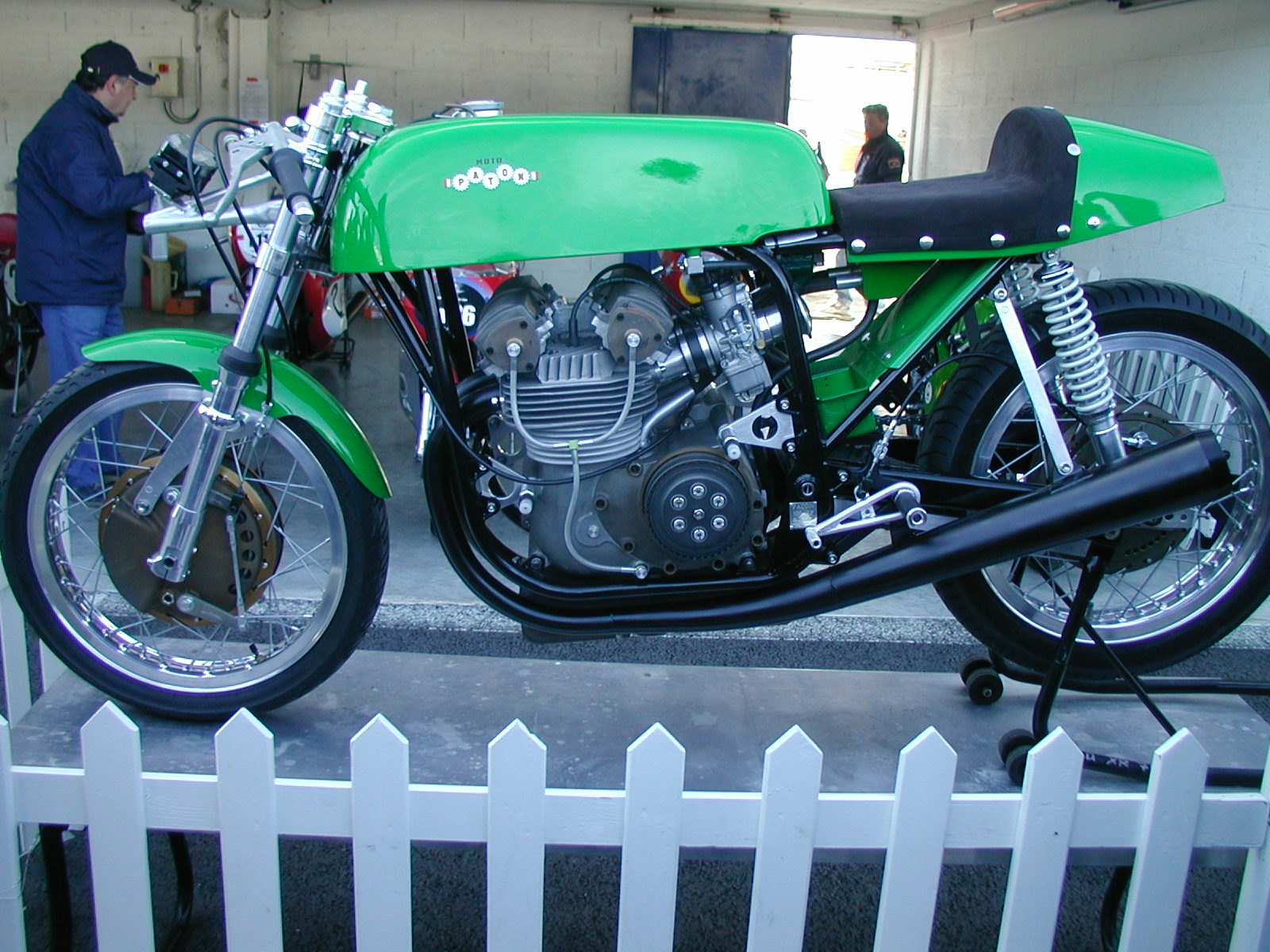
«پاتون ۵۰۰» محصولی از شرکت پاتون - ۲۰۰۶

پاتون (انگلیسی: Paton) شرکت موتورسیکلت‌سازی ایتالیایی است، که در سال ۱۹۵۸ تأسیس شد.